# Eisbrecher
Az Eisbrecher (jelentése: jégtörő) egy német Neue Deutsche Härte/indusztriális metal együttes, amely 2003-ban alakult meg Fürstenfeldbruckban. A zenekar dalainak szövegeiben gyakran fordulnak elő olyan kifejezések, amelyek a jégre utalnak. Pályafutásuk alatt 7 nagylemezt, egy DVD-t és négy egyéb lemezt jelentettek meg. Albumaikat a ZYX, Dancing Ferret, AFM Records, Metropolis Records, SME Records, Columbia Records kiadók adják ki.
Tagjai: Alexx Wesselsky, Noel Pix, Jürgen Plangger, Max Schuar, Achim Farber és Rupert Keplinger. 
Volt tagok: Felix Primc, Michael Behnke, Martin Motnik, Olli Pohl, Rene Greil és Dominik Palmer.

## Diszkográfia

### Stúdióalbumok
- Eisbrecher  (2004)
- Antikörper (2006)
- Sünde (2008)
- Eiszeit (2010)
- Die Hölle muss warten (2012)
- Schock (2015)
- Sturmfahrt (2017)
- Schicksalsmelodien (2020)
- Liebe Macht Monster (2021)

### Egyéb kiadványok
- Eiskalt (válogatáslemez, 2011)
- 10 Jahre Kalt (válogatáslemez, csak az Egyesült Államokban jelent meg, 2014)
- Schock Live (koncertalbum, 2015, DVD-n is megjelent)
- Volle Kraft Voraus (EP, 2016)

### Kislemezek
- Mein Blut (2003)
- Fanatica (2003)
- Leider (2006)
- Leider/Vergissmeinnicht (2006)
- Vergissmeinnicht (2006)
- Kann denn Liebe Sünde Sein (2008)
- Eiszeit (2010)
- Verrückt (2012)
- Die Hölle muss warten (2012)
- Miststück 2012 (2012)
- 10 Jahre Eisbrcher (2013)
- Zwischen Uns (2014)
- 1000 Narben (2015)
- Rot wie die Liebe (2015)
- Was ist hier los? (2017)